# Choi Seung-ho (cầu thủ bóng đá)
Đây là một tên người Triều Tiên, họ là Choi.
Choi Seung-ho (tiếng Hàn: 최승호; sinh ngày 31 tháng 3 năm 1992) là một cầu thủ bóng đá Hàn Quốc thi đấu ở vị trí tiền vệ cho FC Anyang ở K League 2.

## Sự nghiệp
Anh được lựa chọn bởi Chungju Hummel ở đợt tuyển quân K League 2014. Anh có màn ra mắt trong trận đấu tại giải vô địch trước FC Anyang ngày 11 tháng 5 năm 2014.